# Грютлі-Лаагер (Теннессі)
Грютлі-Лаагер (англ. Gruetli-Laager) — місто (англ. city) в США, в окрузі Ґранді штату Теннессі. Населення — 1742 особи (2020).

## Географія
Грютлі-Лаагер розташоване за координатами 35°22′22″ пн. ш. 85°38′16″ зх. д. / 35.37278° пн. ш. 85.63778° зх. д. (35.372678, -85.637851).  За даними Бюро перепису населення США в 2010 році місто мало площу 32,54 км², уся площа — суходіл.

## Демографія
Згідно з переписом 2010 року, у місті мешкало 1813 осіб у 689 домогосподарствах у складі 494 родин. Густота населення становила 56 осіб/км².  Було 762 помешкання (23/км²).
Расовий склад населення:
| - 98,6 % — білих - 0,2 % — азіатів |

До двох чи більше рас належало 1,0 %. Частка іспаномовних становила 0,7 % від усіх жителів.
За віковим діапазоном населення розподілялося таким чином: 25,6 % — особи молодші 18 років, 58,6 % — особи у віці 18—64 років, 15,8 % — особи у віці 65 років та старші. Медіана віку мешканця становила 40,0 року. На 100 осіб жіночої статі у місті припадало 94,1 чоловіків;  на 100 жінок у віці від 18 років та старших — 92,4 чоловіків також старших 18 років.
Середній дохід на одне домашнє господарство  становив 39 004 долари США (медіана — 31 581), а середній дохід на одну сім'ю — 42 776 доларів (медіана — 36 953). Медіана доходів становила 32 105 доларів для чоловіків та 24 079 доларів для жінок. За межею бідності перебувало 29,8 % осіб, у тому числі 47,8 % дітей у віці до 18 років та 21,2 % осіб у віці 65 років та старших.
Цивільне працевлаштоване населення становило 737 осіб. Основні галузі зайнятості: виробництво — 26,6 %, освіта, охорона здоров'я та соціальна допомога — 20,9 %, роздрібна торгівля — 10,7 %, будівництво — 10,4 %.